# We Rock
«We rock» (Nosotros rockeamos) es el primer sencillo de la banda sonora de la película Camp Rock, una Película Original de Disney, fue escrita, producida y remezclada por Greg Wells. Fue lanzada el 20 de mayo de 2008 en tiendas Target Express únicamente y más tarde en iTunes donde fue lanzada junto con un video musical inédito y una entrevista exclusiva de Radio Disney con los Jonas Brothers.

## Argumento del vídeo
Los campistas, de nuevo unidos, cantan juntos la canción "We Rock", tras haber finalizado la Final Jam.

## Argumento de la canción
En la canción los campistas expresan sus sentimientos hacia la música, sobre todo hacia el Rock 'n' Roll, y además animan a otros chicos a "rockear".

## Intérpretes de la canción
- Demi Lovato como Mitchie Torres.
- Joe Jonas como Shane Gray.
- Nick Jonas como Nate Gray.
- Kevin Jonas como Jason Gray.
- Meaghan Jette Martin como Tess Tyler.
- Alyson Stoner como Caitlyn Gellar.
- Anna Maria Pérez de Tagle como Ella Pador.
- Jasmine Richards como Margaret Dupree "Peggy" Warburton.
- Jordan Francis como Barron James.
- Roshon Fegan como Sander Lawyer.
- Aaryn Doyle como Lola Scott.